# Eulithis harveyata
Eulithis harveyata là một loài bướm đêm trong họ Geometridae.